# Vala Mal Doran
Vala Mal Doran è un personaggio immaginario della serie televisiva di fantascienza Stargate SG-1. Interpretata da Claudia Black, Vala è stata creata da Damian Kindler e Robert C. Cooper: è apparsa per la prima volta nell'episodio dell'ottava stagione Prometheus sciolta come semplice comprimaria, per poi assumere un ruolo sempre più importante nel corso della nona stagione, fino a divenire parte del cast regolare nella decima e ultima stagione.

## Biografia del personaggio

### Prima di Stargate SG-1
Vala Mal Doran, che da bambina ha sofferto per la scarsa presenza del padre Jacek, è principalmente una ladra tanto da provare a rubare il Prometheus. In passato fu l'ospite della Goa'uld Qetesh e fu liberata dai Tok'ra, che rimossero il simbionte dal corpo di lei. Dopodiché divenne una ladra.

### Stargate SG-1
Entra stabilmente a far parte dell'universo di Stargate SG-1 a partire dalla nona stagione, nella quale inizialmente attraverso uno strumento degli Antichi  la sua mente viene mandata in un'altra galassia assieme a quella di Daniel Jackson: lì incontreranno per la prima volta gli Ori; una volta che ognuno è tornato nel proprio corpo Vala si unisce all'SG-1 ma viene catturata dagli Ori. Viene costretta a sposare un discepolo degli Ori, Tomin, ma riesce ad avvertire il comando sulla Terra dell'imminente invasione degli Ori. Nell'ultimo episodio della nona stagione Vala, già incinta, entra in travaglio.
All'inizio della decima stagione Vala mette al mondo una bambina, Adria, figlia degli Ori. In seguito fuggirà e si unirà all'SG-1. Incontrerà nuovamente Tomin e gli spiegherà la vera storia degli Antichi e degli Ori. Si scontrerà diverse volte con la figlia, capo degli Ori.
La vittoria sugli Ori si ottiene solo nel film "direct to video" Stargate: L'arca della verità. Vala e il suo alter ego compaiono anche nell'altro film per l'home video Stargate: Continuum.